# هیمالیاستوس
هیمالیاستوس (نام علمی: Himalayacetus) سردهای منقرض شده از پستانداران نیمه‌آبزی گوشتخوار در تیره راهرونهنگان است که در ۵۵٫۸ تا ۴۸٫۶ میلیون سال پیش در منطقه هند و پاکستان امروزی و در کناره اقیانوس تتیس زندگی می‌کردند. سنگواره بدست آمده از «هیمالیاستوس سوباتونسیس» قدیمی‌ترین سنگواره کشف شده از کهن‌آب‌بازسانان است که رکورد سنگواره‌ای آنان را ۳٫۵ میلیون سال بیشتر به عقب می‌برد.